# DataBase For Objects
db4o (DataBase For Objects) est un système de gestion de base de données orientée objet Open Source pour des applications Java et .Net.